# John Bull
För andra betydelser, se John Bull (olika betydelser).

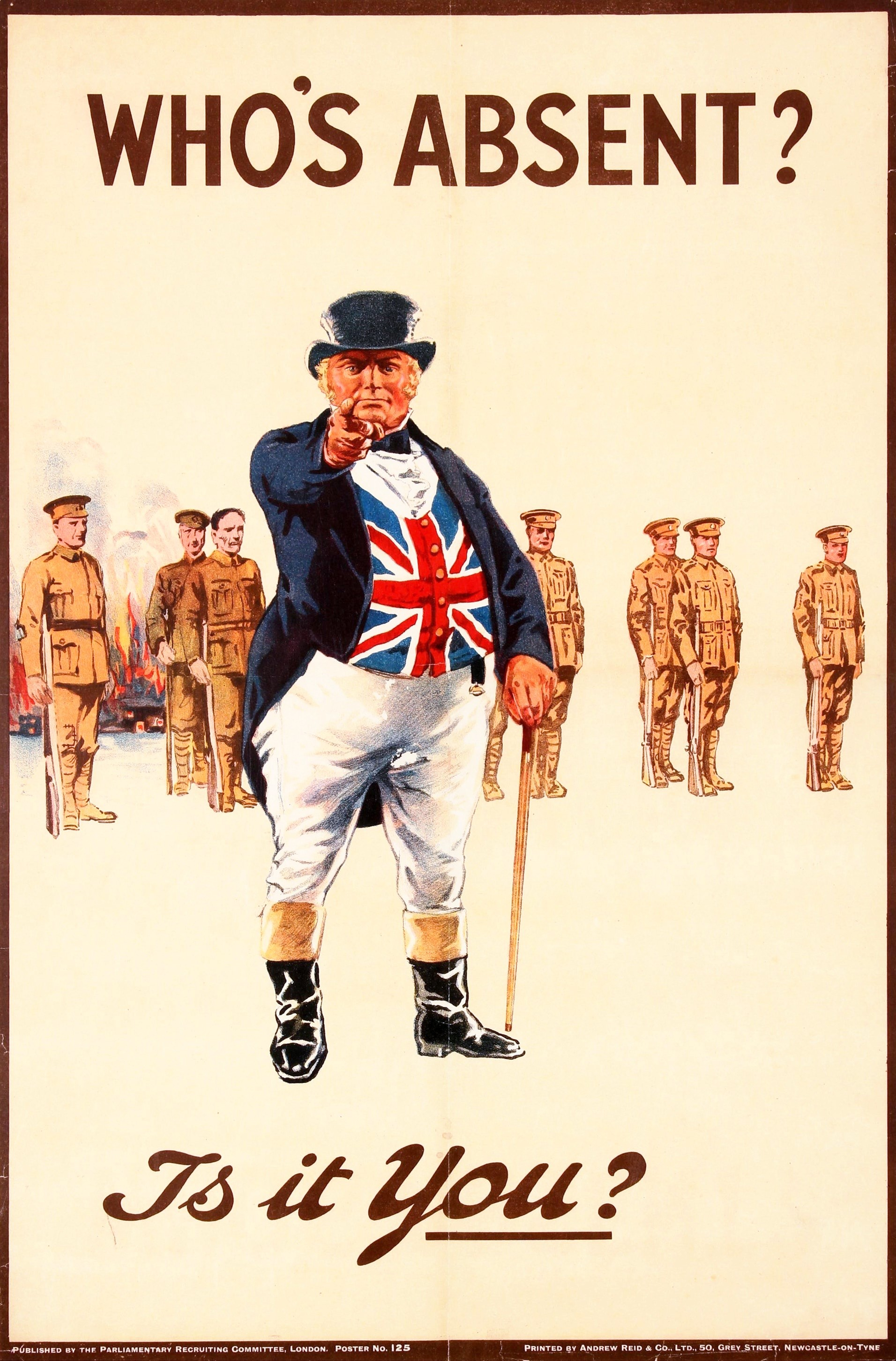
Rekryteringsaffisch från tiden för Första världskriget.

John Bull är en manlig nationspersonifikation för England eller Storbritannien. Det är en nationalistisk symbol som användes mycket i propagandan under första världskriget.
John Bull framställs oftast som en kraftig godsägare med vågigt hår, hög hatt, jackett samt käpp eller ridspö.